# Meester van de Spes Nostra

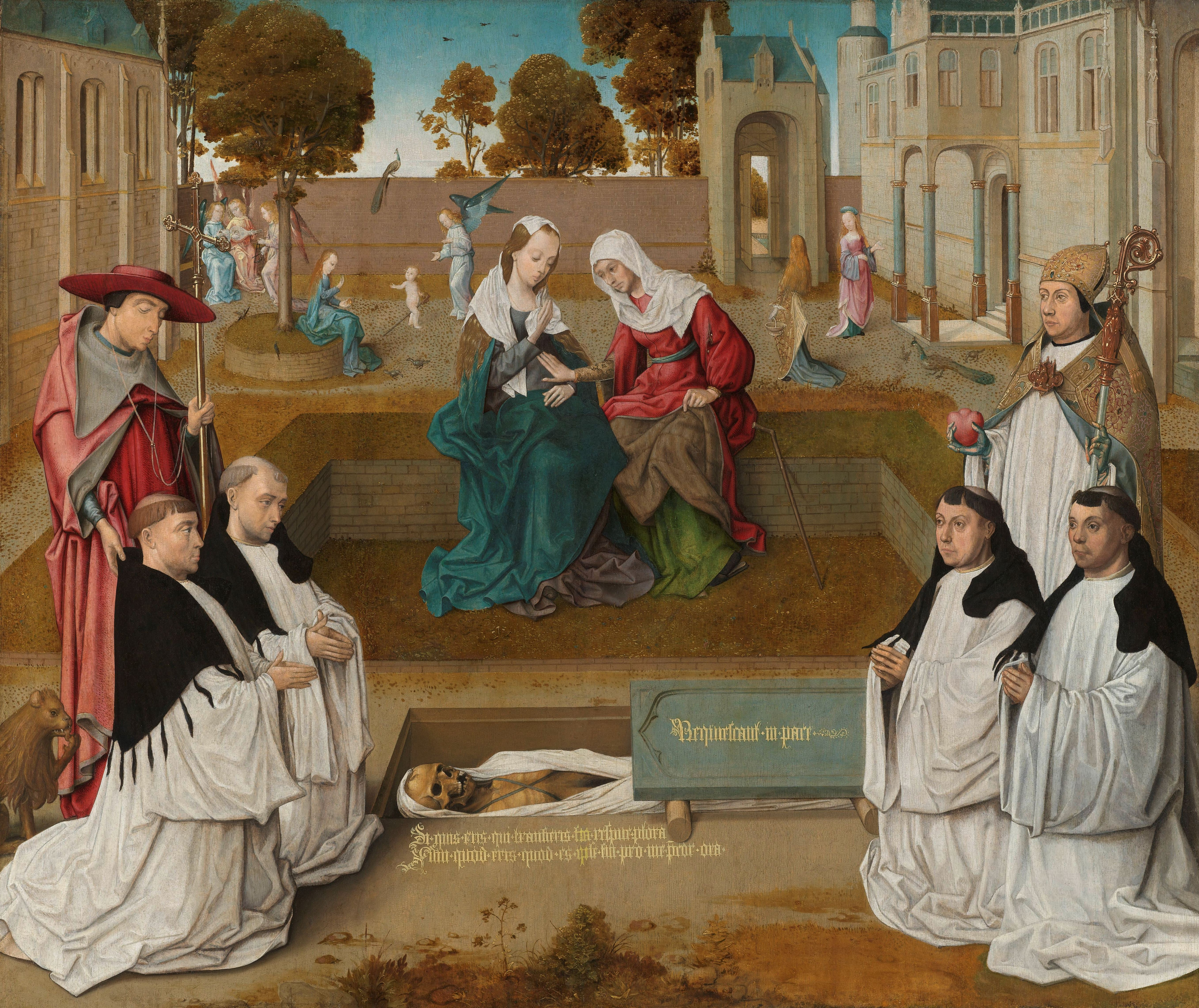
Vier reguliere kanunniken..., olieverf op paneel, Rijksmuseum Amsterdam

Meester van de Spes Nostra is de aanduiding voor een niet geïdentificeerde kunstschilder uit de noordelijke Nederlanden die actief was rond 1500.
De schilder was vermoedelijk werkzaam in Haarlem, maar ook Gouda en Delft worden genoemd.
De noodnaam van de kunstenaar verwijst naar het enige van hem bekende werk dat voorheen bekendstond als Spes Nostra ('Onze Hoop'). Het werk is nu onder andere bekend onder de titel Vier reguliere kanunniken van Sint Augustinus mediterend bij een geopend graf, ook wel als Vier kanunniken met de heilige Augustinus en de heilige Hieronymus bij een geopend graf met de visitatie of Allegorie op de vergankelijkheid. Bij het Rijksmuseum Amsterdam heet het eenvoudigweg Memorietafel
Het schilderij toont een besloten hof met op de voorgrond vier biddende augustijner kanunniken, bijgestaan door de genoemde heiligen. De grafsteen draagt de tekst Requiescant · in · pace (Latijn voor Mogen zij rusten in vrede). Onder het graf staan twee Latijnse dichtregels op rijm: Si quis eris qui transieris hoc respice plora. Sum quod eris quod es ipse fui pro me precor ora (Als jij iemand bent die voorbij zal gaan, kijk dan om en ween. Ik ben wat jij zult zijn. Wat jij bent, ben ik zelf geweest. Bid voor mij, smeek ik). Dit illustreert de aardse vergankelijkheid. In het midden van het paneel zijn Maria en haar nicht Elisabet afgebeeld, de zogeheten Maria-Visitatie, dit als symbool van de hoop.
Het werk ontstond waarschijnlijk in de periode 1490 - 1500. Het bevindt zich in het Rijksmuseum Amsterdam.
Remmet van Luttervelt (1952) veronderstelde dat het schilderij een opdracht was van de augustijnse priorij van het klooster "Sancta Maria in Monte Sion", waarvan Augustinus en Hiëronymus de patroonheiligen waren. Jeremy Bangs (1979) oppert de mogelijkheid dat de vier afgebeelde kanunniken de vier regulieren waren die de achtereenvolgende rectors van het vrouwenklooster Mariënpoel nabij Leiden waren, die allen snel na elkaar stierven.
- RKD-Nederlands Instituut voor Kunstgeschiedenis: 53371
- Union List of Artist Names: 500022692
- Virtual International Authority File: 95821017